# Chlorophorus taiwanus
Chlorophorus taiwanus là một loài bọ cánh cứng trong họ Cerambycidae.